# Zwitserse parlementsverkiezingen 1863
De Zwitserse parlementsverkiezingen van 1863 vonden plaats op 25 oktober 1863. Er werden 128 leden van de Nationale Raad (8 meer dan bij de vorige verkiezingen) en 44 leden van de Kantonsraad verkozen. De linkse radicalen werden bij deze verkiezingen de grootste formatie in de Nationale Raad met 59 van de 128 zetels, al verloor deze politieke strekking de absolute meerderheid die ze bij de vorige verkiezingen had behaald. De zesde legislatuur die hierop volgde ging van start op 7 december 1863 en duurde drie jaar.

## Verloop van de verkiezingen

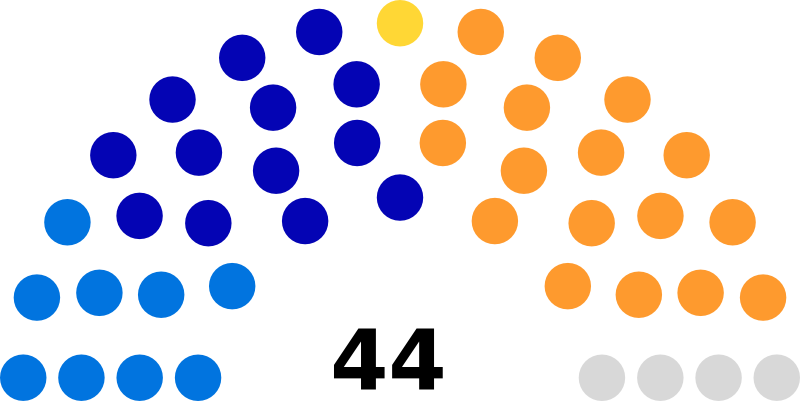
Zetelverdeling in de Kantonsraad.

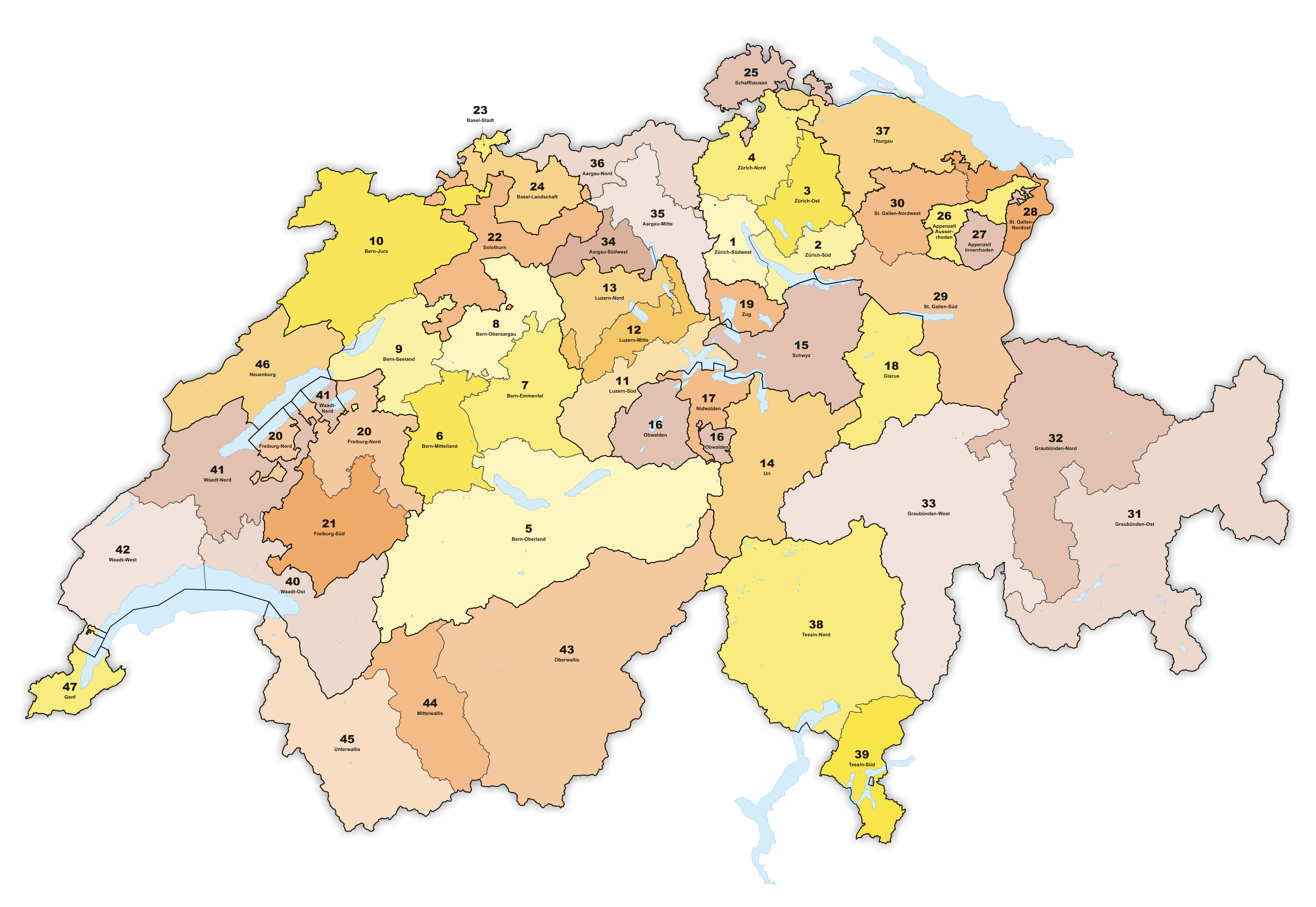
De 47 kiesdistricten zoals die golden voor de federale verkiezingen van 1860 tot die van 1869.

Na de volkstelling van 1860 werd het aantal kiesdistricten teruggebracht van 49 naar 47 en werden de grenzen van enkele kiesdistricten aangepast, maar werd het aantal zetels in de Nationale Raad verhoogd van 120 naar 128. Dit was een gevolg van de bevolkingsgroei en het handhaven van de regel dat er één volksvertegenwoordiger dient te worden verkozen per 20.000 zielen. De acht nieuwe zetels kwamen toe aan de kantons Basel-Landschaft, Basel-Stadt, Genève, Graubünden, Sankt Gallen, Thurgau, Vaud en Wallis.
Net zoals bij de vorige verkiezingen sinds die van 1848, bleven ook nu linkse radicalen voor de zesde verkiezingen op rij de grootste met 59 zetels en 44,1% van de stemmen voor de Nationale Raad, zij het dat ze weerom verloren in vergelijking met de vorige parlementsverkiezingen in 1860 (-5 zetels en -4,1%). Dit betekende het einde van de absolute meerderheid van de linkse radicalen in de Nationale Raad. De katholieke conservatieven behaalden met 21 zetels vijf zetels meer in vergelijking met de vorige verkiezingen, hoewel ze en fors aantal stemmen verloren hadden. Bij deze verkiezingen ging democratisch links er eveneens op vooruit, met 6 zetels (+5). 
Van de 556.738 stemgerechtigde mannen van 20 jaar en ouder namen 259.398 personen deel aan de verkiezingen, wat een opkomst betekende van 46,6%, een daling van 2,5% ten opzichte van de vorige verkiezingen. Hierin zijn evenwel niet meegerekend de kiezers in de kantons Appenzell Innerrhoden, Appenzell Ausserrhoden, Glarus, Obwalden, Nidwalden en Uri, wiens volksvertegenwoordigers door de Landsgemeinden werden verkozen. De hoogste opkomst werd genoteerd in het kanton Schaffhausen (88,2%), waar een opkomstplicht was ingesteld. Ook in Aargau was er een opkomst van meer dan 80%. In Zürich daarentegen bracht slechts 18,6% van de kiezers hun stem uit. In Basel-Stadt verdrievoudigde de opkomst, terwijl in Solothurn de deelname aan de verkiezingen daalde met een kwart.
Ook bij deze verkiezingen waren de verkiezingen voor de Kantonsraad nog niet wettelijk geregeld. De kantons hernieuwden vaak het mandaat van hun zittende Kantonsraadsleden, die op verscheidene data werden verkozen door de kantonnale parlementen.

## Resultaat
|  | Strekking/partij          | Ideologie                                          | Zetels Nationale Raad | Zetels Kantonsraad |
|  | ------------------------- | -------------------------------------------------- | --------------------- | ------------------ |
|  | linkse radicalen          | radicalen, radicaal-democraten, centrumlinks       | 59                    | 9                  |
|  | gematigde liberalen       | liberalen, gematigden, liberaaldemocraten, centrum | 37                    | 13                 |
|  | conservatieve katholieken | conservatieve katholieken, rechts                  | 21                    | 17                 |
|  | democratisch links        | links                                              | 6                     | 0                  |
|  | evangelisch rechts        | conservatieve protestanten, rechts                 | 5                     | 1                  |
|  | onafhankelijken           | onafhankelijk                                      | -                     | 4                  |